# Wachtlau
Wachtlau, auch Wachtelau, Wachtellohe, war ein Ortsteil der ehemaligen Gemeinde Amselfing und ist heute eine Wüstung in der Gemeinde Aiterhofen im niederbayerischen Landkreis Straubing-Bogen.
Der Ort lag in 1,4 Kilometer Entfernung genau nördlich des Straßkirchner Ortsteils Ackerhof und zwei Kilometer südwestlich von Ainbrach an einem Altweg zwischen Hunderdorf und Lehmbuch. Wachtelau wird weiterhin als Flurname verwendet, auch Wachtelauholz für ein Waldgebiet auf der früheren Auenfläche.

## Geschichte
Bei der Volkszählung 1961 wurden ein Wohngebäude und zwei Bewohner festgestellt, zum Volkszählungstermin 1970 war der Ort unbewohnt, seit der Dokumentation zur Volkszählung von 1987 gibt es keine Daten mehr zum Ort. Daraus kann geschlossen werden, der Ort wurde zwischen 1961 und 1970 aufgegeben.
Die Namensherkunft ist offensichtlich, da bei einer Erhebung von landkreisbedeutsamen Arten der Roten Listen hier die Vogelart Wachtel festgestellt wurde.

### Einwohnerentwicklung
- 1835: 0.0 6 Einwohner, 1 Haus[6]
- 1860: 0. 16 Einwohner, 2 Häuser[7]
- 1861: 0. 18 Einwohner, 7 Gebäude[8]
- 1871: 0. 15 Einwohner[9]
- 1875: 0. 17 Einwohner[10]
- 1885: 0. 18 Einwohner, 3 Wohngebäude[11]
- 1900: 0. 15 Einwohner, 3 Wohngebäude[12]
- 1913: 0. 18 Seelen, 1 Häuser[13]
- 1925: 0. 21 Einwohner, 3 Wohngebäude[14]
- 1950: 0. 15 Einwohner, 3 Wohngebäude[15]
- 1961: 0.0 2 Einwohner, 1 Wohngebäude[16]
- 1970: 0.0 0 Einwohner[1]

## Religion
Im Jahr 1861 sind sieben der insgesamt 18 Einwohner Mennoniten. Zusammen mit zwölf Mennoniten in Irlbach beherbergten diese beiden Orte zu dieser Zeit alle 19 Personen dieser Konfession im Bezirksamt Straubing. Möglicherweise handelte es sich um eine Familienansiedlung von Amischen oder sogenannten Pfälzer Mennoniten aus dem Elsass oder der Pfalz, eingeladen durch König Max I. Josef. Vergleichbare umfangreichere Ansiedlungen gab es im Donaumoos bei Neuburg/Donau im Ort Maxweiler.